# 5082 Nihonsyoki
5082 Nihonsyoki eller 1977 DN4 är en asteroid i huvudbältet som upptäcktes den 18 februari 1977 av de båda japanska astronomerna Hiroki Kōsai och Kiichirō Furukawa vid Kiso-observatoriet i Japan. Den är uppkallad efter Nihonshoki, en av världens äldsta böcker om japans historia..
Asteroiden har en diameter på ungefär 13 kilometer och den tillhör asteroidgruppen Themis.